# Voinești, Vaslui
Voinești este satul de reședință al comunei cu același nume din județul Vaslui, Moldova, România. Se află în partea de vest a județului, în Colinele Tutovei. La recensământul din 2002 avea o populație de 474 locuitori. Biserica de lemn cu hramul "Cuvioasa Paraschiva" datează din 1745 și are statut de monument istoric (cod: VS-II-m-A-06897).